# Goden (single)
Goden is een single van K3, uitgebracht op 5 juni 2025. Het is de elfde single van K3 in de bezetting van Julia Boschman, Hanne Verbruggen en Marthe De Pillecyn. 

## Achtergrond
Het nummer werd uitgebracht op 5 juni 2025. Het gaat over een betoverende wereld om ons heen.
Tijdens de Zeesterren-tour werd het nummer toegevoegd aan de setlist vanaf 14 juni 2025.
De single zelf kwam binnen op plaats 40 in de Ultratop 50 Vlaanderen. Het nummer werd daarbij ook genomineerd voor VRT Zomerhit, wat hun eerste nominatie is in acht jaar en daarbij de eerste sinds dat Boschman bij de groep kwam.

## Videoclip
De videoclip verscheen op 20 juni 2025. Het was de tiende videoclip van K3 in deze formatie. De opnames vonden plaats op de Brunssumerheide in Heerlen.

## Hitnotering

### Ultratop 50 Vlaanderen
| Positie: | 40 | uit | 46 | uit |